# El Mercurio de Calama
El Mercurio de Calama es un periódico chileno de carácter local, editado en la ciudad de Calama, capital de la provincia de El Loa, en la Región de Antofagasta.
La publicación pertenece a la Empresa Periodística El Norte S.A., y además es miembro de la Asociación Nacional de la Prensa. Asimismo, es miembro de la cadena de Diarios Regionales (perteneciente a El Mercurio).

## Historia
El periódico fue fundado el 1 de febrero de 1968. El 14 de febrero de 1979 comienza a utilizar el sistema ófset, reemplazando al antiguo sistema de impresión tipográfica. El 24 de julio de 2000 fueron inauguradas las nuevas dependencias del periódico en calle Abaroa, al mismo tiempo que era presentado un nuevo diseño del diario.
Desde sus inicios ha informado a la población de la zona acerca de los principales acontecimientos noticiosos. Asimismo, ha sido testigo de noticias de gran importancia, tales como el golpe de Estado del 11 de septiembre de 1973, el paso de la "Caravana de la Muerte" por Calama, el retorno a la democracia en 1990, y el terremoto ocurrido en la Región de Antofagasta en 2007. En esta última ocasión, el periódico realizaría un trabajo conjunto con los demás periódicos de la región (El Mercurio de Antofagasta, La Estrella del Norte, La Estrella del Loa y La Prensa de Tocopilla) para informar a la población de todo lo ocurrido en las principales ciudades de la zona.
El 18 de agosto de 2011 El Mercurio de Calama estrenó un nuevo formato, pasando del tamaño tabloide al berlinés, y estrenando un nuevo logotipo.